# Liste de fromages péruviens
Cet article présente une liste des fromages produits au Pérou. Le Pérou compte près de 400 000 producteurs de fromage, produisant plus de 50 variétés de fromage, certaines également produites dans une grande partie du monde (edam, gouda, mozzarella, gruyère...), d'autres correspondant à des fromages plus typiques du Pérou, détaillés ci-dessous. 
La consommation de fromage au Pérou a fortement augmenté au cours des dernières années, passant de 0,24 kg par personne en 2001 à environ 4 kg par personne en 2020. 

## Par type[4]
- Queso andino (typique des régions d'Ayacucho, Cusco, Arequipa, Puno et Junin, proche de certains fromages suisses)
- Queso chiquián
- Queso chumbivilcano
- Queso cuñumbuquino (typique de la province de Lamas et en particulier du district de Cuñumbuqui)
- Queso fresco (produit dans tout le pays)
- Queso mantecoso ou Chanco (typique de la région de Cajamarca)
- Queso pampino sincho (typique de la région d'Ayacucho)
- Queso paria (typique de la région de Puno)

Les départements de Piura et Tumbes sont réputés pour leur production de fromage de chèvre. 